# Nouvelle-Guinée occidentale
Pour les articles homonymes, voir Nouvelle-Guinée (homonymie).
Synonyme de « Nouvelle-Guinée occidentale » : Papouasie occidentale.
La Nouvelle-Guinée occidentale est la partie occidentale de l'île de Nouvelle-Guinée appartenant à l'Indonésie, l'autre partie, orientale, étant constituée de l'État souverain de Papouasie-Nouvelle-Guinée. Depuis 2022, elle est constituée de six provinces. Elle a connu différents noms au cours du temps, Nouvelle-Guinée néerlandaise jusqu'en 1962 et Irian Jaya jusqu'en 2002, mais le nom adopté depuis 1961 par les indépendantistes papous est la Papouasie Occidentale (traduction française de West Papua). L'Indonésie la nomme Papua depuis 2002.
La légitimité de l'incorporation de la Nouvelle-Guinée occidentale au territoire indonésien en 1969 demeure controversée. Elle est rejetée par une grande majorité des Papous .
Cette région qui constitue 22 % du territoire indonésien n'est que faiblement peuplée, ne comptant en 2010 que 3 593 803 habitants contre 237 millions pour l'ensemble de l'archipel indonésien (soit 1,5 % de la population totale). Elle est formée d'un ensemble de territoires le plus souvent très difficile d'accès et peuplée comme la partie orientale de l'île de populations majoritairement papoues. Sa position excentrée, ses traits culturels, historiques et géographiques en font une région à part de l'Indonésie.
La population locale espère un référendum pour l'autodétermination, comme ce fut le cas à la fin des années 1990 au Timor oriental occupé également par l'Indonésie.

## Préhistoire
Il y a environ 21 000 ans, la Nouvelle-Guinée était reliée à l'Australie, formant la masse continentale appelée "Sahul". L'Australie avait été peuplée il y a au moins 60 000 ans par des migrations mélanésiennes depuis le sud de l'actuel continent asiatique. Ces migrations avaient été possibles car à l'époque, le niveau des mers était plus bas qu'actuellement, et le continent australien était alors relié au continent asiatique. Des migrations avaient également pu avoir eu lieu directement de l'Asie vers la Nouvelle-Guinée et les îles Salomon. Il y a 5 000 à 6 000 ans, le niveau des mers est remonté pour atteindre la situation actuelle, coupant les populations de la Nouvelle-Guinée du continent asiatique et empêchant d'autres migrations pour un certain temps.
Il y a 5 000 ans (3 000 av. J.-C.), des habitants du littoral de la Chine du sud, des Austronésiens, commencent à traverser le détroit pour s'installer à Taïwan. Vers 2 000 av. J.-C., des migrations ont lieu de Taïwan vers le Sud du Japon et les Philippines. De nouvelles migrations suivent des Philippines vers Sulawesi et Timor et de là, les autres îles de l'archipel indonésien: c'est le début du peuplement malais. Vers 1 500 av. J.-C., un autre mouvement mène des Philippines vers les îles du Pacifique : c'est le début du peuplement océanien. Dans la zone mélanésienne, les Papous occupent toujours les Moluques et la Nouvelle-Guinée, tandis que dans les îles Bismarck, Salomon, Vanuatu, Nouvelle-Calédonie, Fidji, Tonga et Samoa se développe la civilisation Lapita.

## Histoire
La tradition des habitants de l'île de Biak parle d'alliances et de mariages entre leurs chefs et les sultans de Tidore dans les Moluques. Tidore se considérait de son côté suzerain de Biak. À l'arrivée des Européens dans la région au début du XVIe siècle, le réseau maritime et commerçant de Tidore et de son rival, le sultanat de Ternate, s'étendait des Célèbes (Sulawesi) à la péninsule de Doberai à l'extrémité occidentale de la Nouvelle-Guinée.

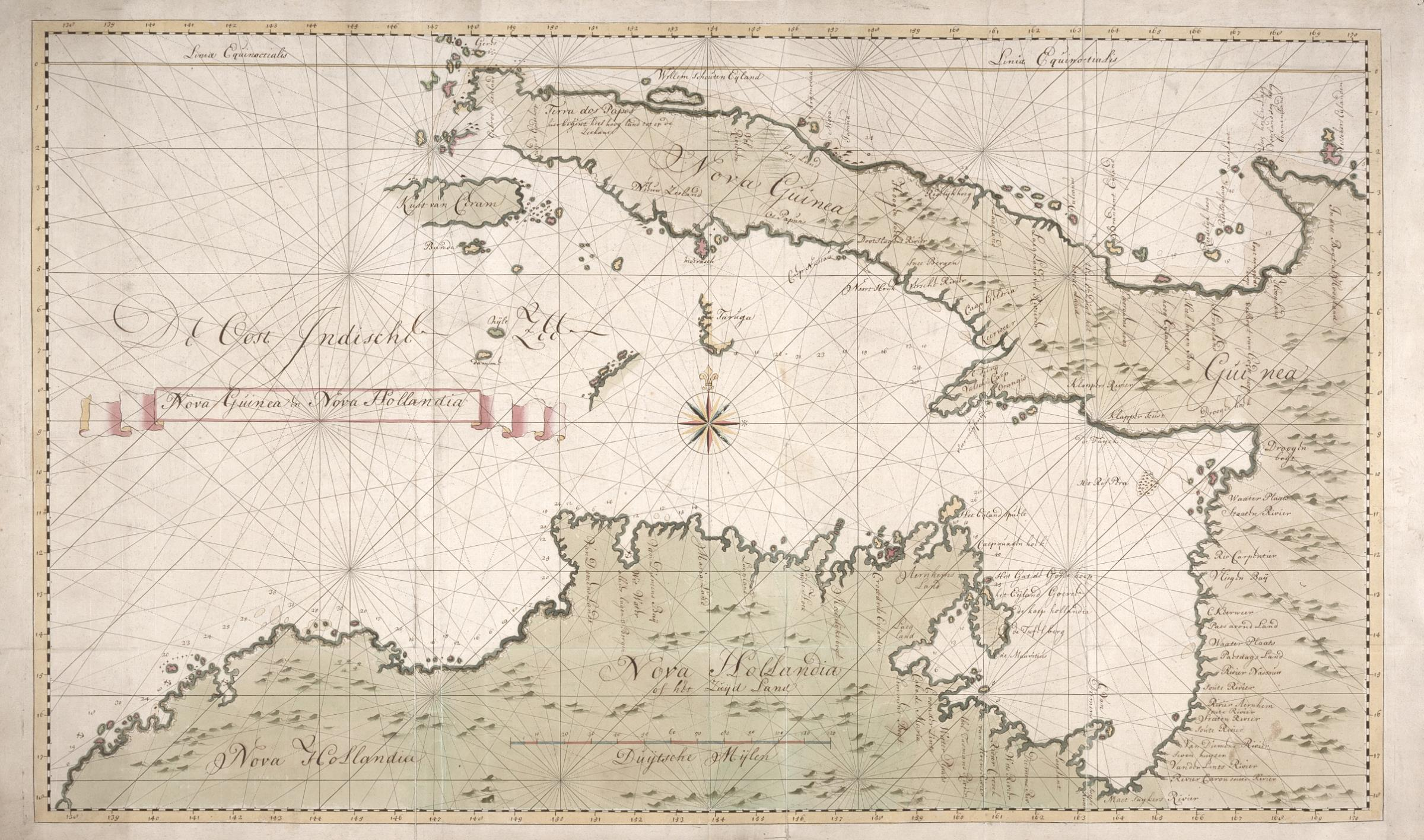
Carte de la Nouvelle-Guinée occidentale des années 1720

En 1660 la VOC (Vereenigde Oostindische Compagnie, c'est-à-dire la Compagnie néerlandaise des Indes orientales), présente dans les Moluques depuis 1605, reconnaît la suzeraineté du sultan de Tidore, alors un des principaux États de l'est de l'archipel indonésien, sur les Papous.
Les Hollandais vont surtout arriver à partir de 1885, et encore, de manière modeste. Entre 1900 et 1910, ils vont fixer et établir les frontières définitives du territoire, avec les Allemands et les Anglais, qui colonisaient l'Est des territoires Papous.
À la fin des années 1940, les Pays-Bas reconnaissaient encore la suzeraineté de Tidore sur une partie du nord du territoire.

### La Nouvelle-Guinée néerlandaise

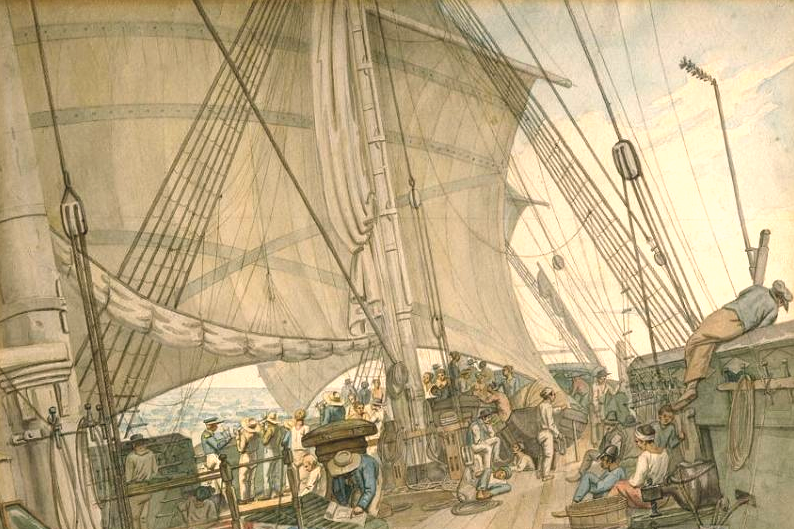
La corvette "Triton" en route vers la Nouvelle-Guinée occidentale en 1828

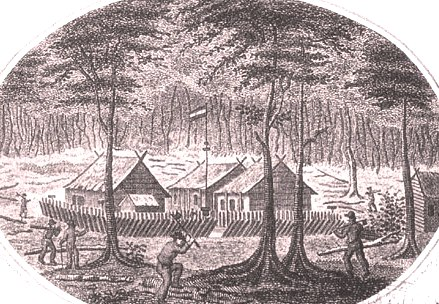
Fort Du Bus en 1828

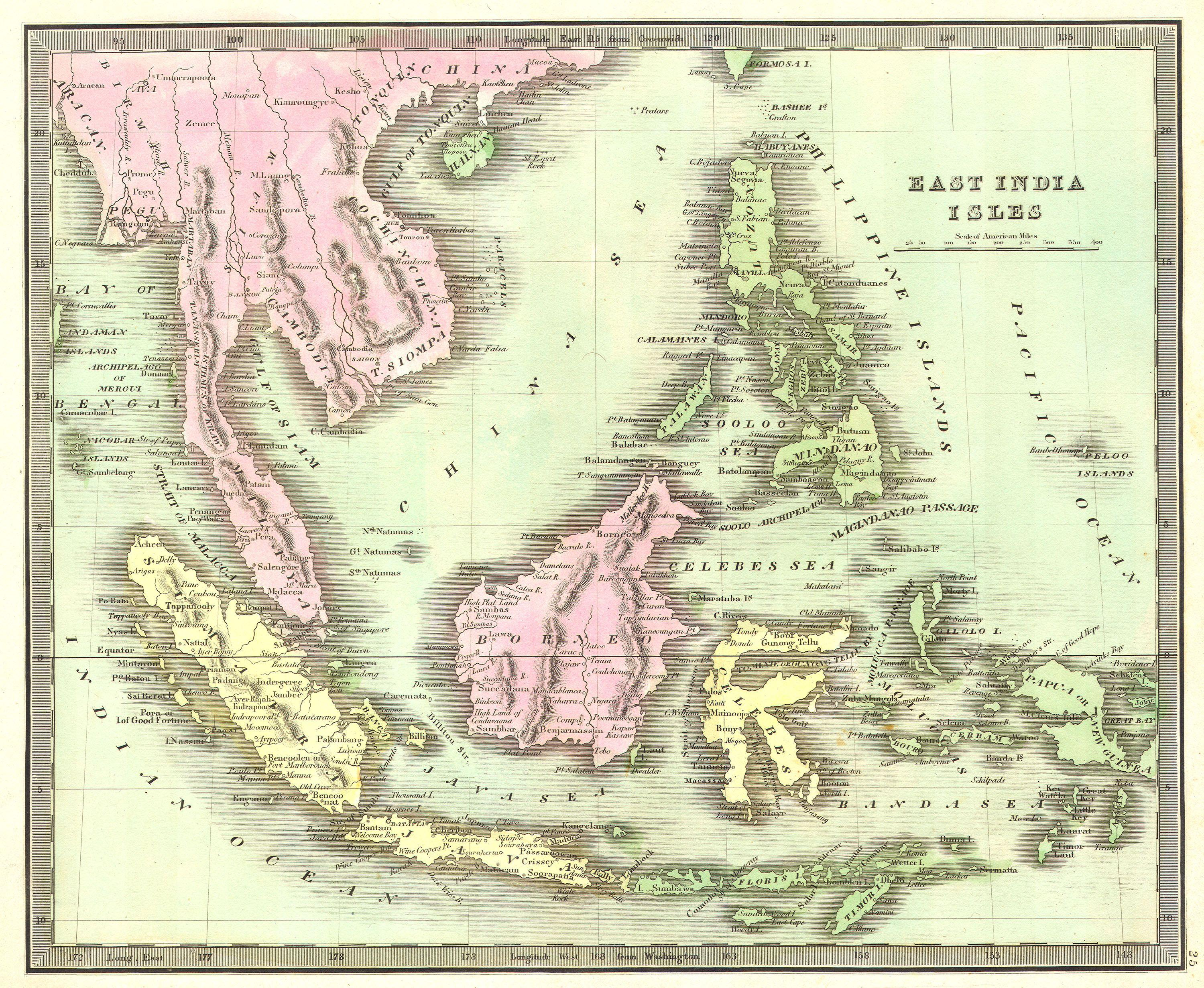
Carte américaine de 1842 montrant entre autres que la Nouvelle-Guinée occidentale est également appelée "Papua"

En 1826 Pieter Merkus, gouverneur hollandais des Moluques, a vent de rumeurs d'une installation des Anglais sur la côte de la Nouvelle-Guinée quelque part à l'est des îles Aru. Il envoie une expédition pour explorer cette côte jusqu'à l'île de Dolak. En 1828, les Hollandais établissent Fort Du Bus à l'emplacement de l'actuelle ville de Lobo, essentiellement pour empêcher toute autre puissance européenne de prendre pied en Nouvelle-Guinée occidentale. Le poste est abandonné en 1836.

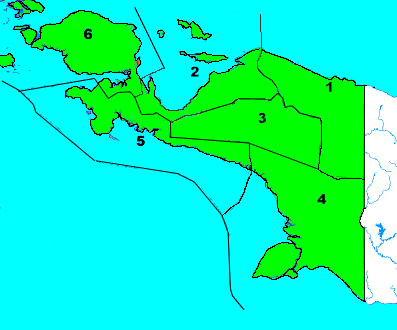
Les 6 afdelingen (circonscriptions) de la Nouvelle-Guinée néerlandaise

En 1872, Tidore reconnaît la souveraineté du royaume des Pays-Bas.
C'est seulement en 1898 que les Hollandais s'installent à nouveau en Nouvelle-Guinée. L'île est partagée entre les Pays-Bas (partie aujourd'hui indonésienne), l'Allemagne (nord de la Papouasie orientale) et la Grande-Bretagne (sud de la Papouasie orientale). Le 141e méridien est reconnue comme frontière orientale de la partie néerlandaise de la Nouvelle-Guinée. Le gouvernement des Indes orientales néerlandaises établit un poste administratif à Fakfak et Manokwari. En 1902, il en établit un à Merauke. Le territoire est subdivisé en six subdivisions (afdelingen).
Après la Première Guerre mondiale, la Papouasie orientale est administrée par l'Australie, tandis que la Papouasie occidentale devient un lieu où les Hollandais internent les nationalistes indonésiens, dans le camp de Boven Digul.

### La Nouvelle-Guinée occidentale, objet de contentieux
Pendant la Seconde Guerre mondiale, les Japonais débarquent dans le nord-ouest de l'île. Le 17 août 1945, Soekarno et Hatta proclament l'indépendance de l'Indonésie. Les Hollandais reviennent. Il faudra encore quatre années de luttes pour qu'ils reconnaissent à leur tour l'indépendance indonésienne.
En juillet 1946, les Néerlandais organisent une conférence dans la station de montagne de Malino dans le sud de Célèbes. Ils obtiennent le soutien de Bornéo et du Grand Est. À la conférence est présent un représentant papou, Frans Kaisiepo. Sa position est que « la Nouvelle-Guinée occidentale ne devait pas être séparée du “Grand Est” (Timur Besar) » de l'archipel indonésien.
Le 27 décembre 1949, le royaume des Pays-Bas transfère formellement la souveraineté sur le territoire des Indes orientales néerlandaises à la République des États-Unis d'Indonésie. Toutefois, la West Nieuw Guinee n'est pas incluse dans l'accord et reste hollandaise.
Durant les années 1950, les discussions sur le territoire se poursuivront entre les deux parties, sans progrès. La question de l'« Irian », nom que les Indonésiens donnent au territoire (le mot veut dire au-dessus des nuages dans la langue de l'île de Biak, d'où l'on voit surgir les montagnes de Nouvelle-Guinée), amène à une détérioriation des rapports entre l'Indonésie et les Pays-Bas. En même temps, en ces années où éclatent de nombreuses rébellions séparatistes, elle permet de mobiliser la population indonésienne autour d'un thème unificateur.
En 1957, les Nations unies échouent à faire passer une résolution demandant aux Néerlandais de régler la question de l'Irian. L'Indonésie rompt les relations diplomatiques avec les Pays-Bas en 1960.
Sur le front de la politique indonésienne, le 5 mars 1960, le président Soekarno dissout l'Assemblée délibérative du peuple (Dewan Perwakilan Rakyat, DPR, Parlement) issu des élections de 1955 (les premières de l'histoire de la république) et crée un nouveau parlement : le DPR Gotong Royong (DPR « de l'entraide mutuelle »). Le parti islamiste Masyumi, qui détenait 21 % des sièges dans l'ancien DPR, est interdit. En revanche, le Parti communiste indonésien (PKI) étend son influence politique dans le pays.

### Intervention militaire indonésienne
Le 18 décembre 1961, Soekarno lance une campagne de « libération de l'Irian ». Les effectifs de l'armée augmentent de façon importante, atteignant 330 000 hommes en 1962. À cette époque, Soekarno se rapprochait du bloc communiste. L'Indonésie achète des armes à l'Union soviétique. La campagne pour l'Irian est l'occasion pour le Parti communiste indonésien (PKI) de recruter et d'étendre son influence.
Les États-Unis, craignant que l'Indonésie ne choisisse de se rapprocher de l'Union soviétique dont douze sous-marins officiellement sous pavillon indonésien étaient prêts à faire le blocus de l'île, contraignent en 1962 les Pays-Bas à abandonner leur souveraineté sur la Papouasie et à la transférer à l’Indonésie. Le 15 août 1962, après une période de conflit armé intermittent avec l'Indonésie (bataille de la mer d'Arafura), les Pays-Bas cèdent le territoire à une administration intérimaire des Nations unies, qui la remet à l'Indonésie le 1er mai 1963. Commence alors un long et violent conflit entre l'armée indonésienne et l’Organisation pour une Papouasie libre. Après le coup d’État du général Soeharto en 1965, une violente répression s'abat en Papouasie, faisant 30 000 morts.

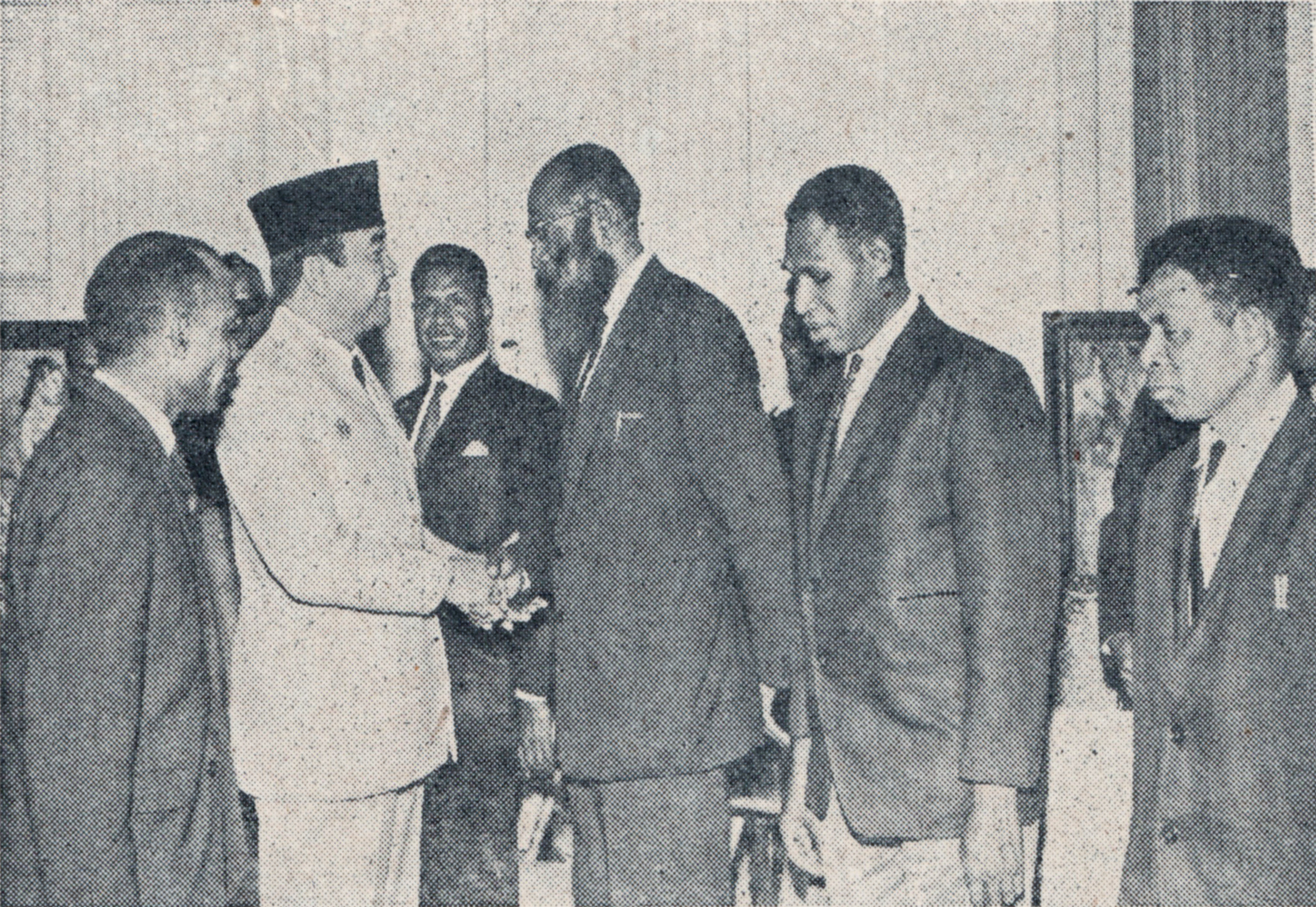
Le président indonésien Soekarno rencontre des dirigeants papous en 1963

Les intérêts économiques américains sont privilégiés. En avril 1967, la junte militaire indonésienne accorde à Freeport Sulphur (aujourd'hui Freeport-McMoRan) le droit de prospecter les immenses gisements cuprifères et aurifères des mines d'Ertsberg et de Grasberg — plus grande mine d'or et l'une des principales mines de cuivre au monde.
En 1969, Soeharto organise l'« acte de libre choix », un référendum convenu avec les Nations unies lors du transfert du territoire. Les votants sont 1 054 chefs locaux triés sur le volet, qui votent sous la contrainte des militaires indonésiens pour le maintien dans l'Indonésie.
Les Papous contestent ce référendum, la colonisation indonésienne (notamment autour des ports du nord) et les conditions d’exploitation de la mine de Grasberg, les expropriations qu’elle a provoquées, la déforestation massive et la pollution des cours d’eau qu’elle cause, la répartition des royalties (un milliard de dollars au gouvernement indonésien, 65 millions au gouvernement provincial).
Le gouvernement indonésien, qui doit faire face à plusieurs autres tendances séparatistes (Aceh à Sumatra, Kalimantan sur l’île de Bornéo, Ambon dans les Moluques, et la récente indépendance du Timor oriental) et extrémistes (islamistes à Sumatra et Java), craint que le pays ne se désintègre, et répond par un renforcement des troupes en Papouasie. Le chef du mouvement indépendantiste, Theys Eluay, est assassiné par les forces spéciales indonésiennes en 2001. Cette même année, le gouvernement a promulgué une loi accordant à la province un statut d'autonomie spéciale. Certains leaders indépendantistes Papous demandent que la Papouasie Occidentale soit placée sous Tutelle de l'ONU à défaut d'indépendance.
Après la répression violente des manifestations de mars 2006, une quarantaine d’indépendantistes ont demandé l’asile politique à l’Australie.
En 2014 est fondé le Mouvement uni pour la libération de la Papouasie occidentale, comme mouvement indépendantiste politique.
À partir d'aout 2019 la province est secouée par un important mouvement de protestation à la suite de l'attaque d'une résidence étudiante par des nationalistes indonésiens. Les autorités font déployer 6 000 soldats supplémentaires dans une province qui comptabilise déjà près d'un policier pour cent personnes.
- Droits de l'homme en Nouvelle-Guinée occidentale

## Géographie
Située sur la partie occidentale de l'île de la Nouvelle-Guinée, la région de Nouvelle-Guinée occidentale est très montagneuse. Le Puncak Jaya dans les monts Maoke, à 5 020 m d'altitude, est le point culminant de ce territoire d'une superficie de 421 981 km2, et dont le climat équatorial est très humide. Il s'agit du sommet insulaire le plus haut du monde.
La jungle couvre presque tout le territoire aux vallées encaissées. Les côtes sont basses et marécageuses au Sud-Est, échancrées dans le golfe d'Irian et bordées d'îles au Nord.

## Politique et administration
De 2003 à 2022, elle est divisée en deux provinces, la Papouasie et la Papouasie occidentale. Le 11 novembre 2022, trois nouvelles provinces sont créées par division de celle de Papouasie (dont le territoire est ainsi réduit), la Papouasie centrale, la Papouasie des hautes terres et la Papouasie méridionale. Enfin le 9 décembre suivant, la Papouasie du Sud-Ouest est créée par division de la Papouasie occidentale.

## Économie
En octobre 1963, cette région se dote de sa propre monnaie, la roupie de l'Irian occidental (West Irian Rupee), remplacée définitivement par la roupie indonésienne en février 1973.
La Nouvelle-Guinée occidentale est dotée d'un grand nombre de ressources naturelles et minières. Les populations locales se nourrissent de cultures de subsistance sur brûlis à l'intérieur des terres, tandis que les cultures commerciales de palmiers à huile, de noix de muscade et de cacao occupent la majeure partie des terres côtières.
Le sous-sol de la péninsule de Doberai (également connue sous le nom de Vogelkop, « tête d'oiseau » en néerlandais) est riche en pétrole, ressource exploitée dans les gisements de Wasian et de Mogoi, reliés par oléoduc à Steenkool, et les gisements de Klamono et Klamumuk reliés par oléoduc à Sorong.
Par ailleurs, la région compte de nombreuses mines, notamment de nickel dans l'île de Waigeo et de cobalt. Ses mines d'or et de cuivre sont parmi les plus productives au monde, dont la mine de Grasberg.

## Population, langues et culture
La région de Nouvelle-Guinée occidentale est peu densément peuplée, puisqu'elle compte un peu plus de 3,5 millions d'habitants en 2010. Toutefois, c'est la région d'Indonésie qui connaît la plus forte croissance démographique. En l'an 2000, la région comptait 2 220 900 habitants, soit une croissance de 61,8 % sur dix ans. Dans le même temps, la population indonésienne totale a connu une croissance de seulement 15,1 %.
Les habitants autochtones sont traditionnellement appelés Papous, bien qu'ils ne parlent pas tous des langues papoues. Les politiques indonésiennes de transmigration depuis les îles les plus peuplées du pays, en particulier Java, ont sensiblement changé la démographie de ce territoire. On estime ainsi que plus d'un tiers de la population totale n'est plus d'origine papoue.
Depuis 1963, le néerlandais, langue de l'ancien colonisateur n'est plus enseignée, et on ignore s'il reste des locuteurs de nos jours. L'anglais n'est pas très développé, car la région connait des mouvements indépendantistes, avec des faits armés, et où l'armée indonésienne est très présente, ce qui ne favorise pas le tourisme. Pour accéder à la Nouvelle-Guinée occidentale, les visiteurs doivent demander une autorisation, rarement accordée, et justifier le sens et l'objectif de leur visite. L'État indonésien souhaiterait étendre le tourisme en cette région, mais les événements ne le permettent pas.
On compte pour l'ensemble de la Nouvelle-Guinée occidentale 271 langues vivantes, dont 2 sont des secondes langues, non-maternelles.
Les langues de la province appartiennent à deux ensembles distincts :
- Des langues austronésiennes du rameau dit « central-oriental » de la branche malayo-polynésienne,
- Des langues papoues appartenant à différentes familles :
  - Baie de Geelvink,
  - Bas-Mamberamo,
  - East Bird's Head,
  - Papoues occidentales,
  - Trans-Nouvelle Guinée.

## Religions
Les principales religions d'après le recensement de 2000 sont le christianisme (78 %, dont protestantisme 54 % et catholicisme 24 %), l'islam (21 %), l'hindouisme et le bouddhisme (1 %).

## Environnement et tourisme
En Nouvelle-Guinée occidentale, le tourisme constitue un complément d'activité, surtout le tourisme vert[réf. nécessaire].
- Le parc national de Lorentz, avec une superficie de 25 056 km2, est le plus grand parc national d'Asie du Sud-Est.
- Le parc national de Teluk Cenderawasih abrite à la fois des récifs de coraux, des écosystèmes côtiers, de la mangrove, sur une superficie de 14 535 km2. Il comprend le plus vaste parc national marin d'Indonésie. Le parc contient également une grotte naturelle contenant des vestiges humains et des sources thermales sur l'île de Mioswaar et une grotte souterraine à Tanjung Mangguar. On trouve un peu partout des vestiges, notamment à Wendesi, Wasior et Yomber.